# خطوط بان أمريكان العالمية الرحلة 759
بان آم الرحلة 759 طائرة بوينغ 727-235 كانت تحمل علي متنها 138 راكبا و7 من أفراد الطاقم في رحلة طيران من ميامي إلي لاس فيغاس عبر نيو اورليانز في 9 يوليو 1982 بقيادة الكابتن كينيث ماكولرز البالغ من العمر 45 عاما والمساعد أول دونالد بيرس البالغ من العمر 32 عاما ومهندس الرحلة ليو نوني البالغ من العمر 60 عاما ومات 153 شخصا من بينهم 8 أشخاص على الأرض، وكان ذلك الحادث الأسوأ في التاريخ الأمريكي والمراقب المسئول عن الرحلة 759 كان ديفيد بالدوين البالغ من العمر 24 عاما وتقاعد في 4 فبراير 2014 عن عمر 56 عاما خلال يوم عيد ميلاده بعد 32 عاما من الحادثة.